# Chloroclystis callinda
Bosara callinda là một loài bướm đêm trong họ Geometridae.